# Michalis Manias
Michalis Manias (Rodos, 20 februari 1990) is een Grieks voetballer die bij voorkeur als aanvaller speelt. Hij tekende in januari 2017 bij Asteras Tripoli.

## Clubcarrière
Manias begon zijn carrière bij PAO Rouf, dat hem uitleende aan A.O. Glyfada. In 2012 trok hij naar Apollon Smyrnis, dat hij na één jaar verruilde voor Aris FC. In 2014 kwam de aanvaller terecht bij PAS Giannina, waar hij 18 doelpunten maakte in 56 competitiedoelpunten. In 2016 tekende hij een tweejarig contract bij KVC Westerlo. Op 7 augustus 2016 debuteerde hij in de Jupiler Pro League tegen Lokeren. Eén week later maakte Manias zijn eerste competitietreffer tegen KAS Eupen.

## Statistieken
| Seizoen | Club              | Land        | Competitie         | Wed. | Doelp. |
| ------- | ----------------- | ----------- | ------------------ | ---- | ------ |
| 2009/10 | PAO Rouf          | Griekenland | Delta Ethniki      | 4    | 0      |
| 2010/11 | PAO Rouf          | Griekenland | Gamma Ethniki      | 18   | 4      |
| 2011/12 | PAO Rouf          | Griekenland | Gamma Ethniki      | 19   | 7      |
| 2011/12 | → A.O. Glyfada    | Griekenland | Gamma Ethniki      | 0    | 0      |
| 2012/13 | Apollon Smyrnis   | Griekenland | Football League    | 39   | 18     |
| 2013/14 | Aris Thessaloniki | Griekenland | Super League       | 31   | 7      |
| 2014/15 | PAS Giannina      | Griekenland | Super League       | 28   | 8      |
| 2015/16 | PAS Giannina      | Griekenland | Super League       | 28   | 10     |
| 2016/17 | KVC Westerlo      | België      | Jupiler Pro League | 14   | 2      |
| 2016/17 | Asteras Tripolis  | Griekenland | Super League       | 18   | 10     |
| 2017/18 | Asteras Tripolis  | Griekenland | Super League       | 28   | 12     |
| 2018/19 | Asteras Tripolis  | Griekenland | Super League       | 6    | 2      |
| Totaal  | Totaal            | Totaal      | Totaal             | 233  | 80     |